# Donje Žapsko
Donje Žapsko (Servisch cyrillisch Доње Жапско) is een plaats in de Servische gemeente Vranje. De plaats telt 421 inwoners (2002).